# 메탈로스파에라 세둘라
메탈로스파에라 세둘라는 메탈로스파에라속에 속하는 한 종이다.